# Tunisie aux Jeux olympiques d'été de 1972
La Tunisie a participé aux Jeux olympiques d'été de 1972 à Munich (RFA). Il s'agit de sa 4e participation à des Jeux d'été.

## Médaillés
| Sport                  | Discipline       | Sportifs          | Performance   |
| Médailles d'argent : 1 |                  |                   |               |
| Athlétisme             | 5 000 mètres (H) | Mohammed Gammoudi | 13 min 27 s 4 |

## Participants par sport

### Athlétisme
| Nom               | Épreuve                                  | Résultat                                                         |
| ----------------- | ---------------------------------------- | ---------------------------------------------------------------- |
| Hommes            |                                          |                                                                  |
| Hassen Bergaoui   | 400 mètres hommes                        | 53 s 07 en séries                                                |
| Mohammed Gammoudi | 5 000 mètres hommes 10 000 mètres hommes | Médaillé d'argent · 27 min 54 s 08 en séries (retrait en finale) |
| Mansour Guettaya  | 1 500 mètres hommes 800 mètres hommes    | 1 min 49 s 04 en séries 1 min 49 s 08 en demi-finale             |
| Abdelkader Zaddem | 10 000 mètres hommes                     | * 28 min 14 s 08 en séries * 28 min 18 s 02 en finale            |
| Salem Boughattas  | Javelot hommes                           | A déclaré forfait et n'a pas participé aux éliminatoires         |

### Boxe
| Nom              | Épreuve                  | Résultat |
| ---------------- | ------------------------ | --- |
| Hommes           |                          | |
| Ali Gharbi       | Mouches (moins de 51 kg) | battu par Tim Dement (en) ( États-Unis) aux points |
| Abdelaaziz Hammi | Coqs (moins de 54 kg)    | * vainqueur de Léopold Agbazo (en) ( Bénin) aux points * battu par Koh Keun-Sang ( Corée du Sud) aux points                                                                    |
| Mohamed Majeri   | Moyens (moins de 75 kg)  | * vainqueur d'Issoufou Habou (en) ( Niger) aux points * vainqueur d'Alan Jenkinson (en) ( Australie) aux points * battu par Dieter Kottysch ( Allemagne de l'Ouest) aux points |

### Lutte
| Nom         | Épreuve             | Résultat |
| ----------- | ------------------- | --- |
| Hommes      |                     | |
| Habib Dlimi | Lutte gréco-romaine | vainqueur de Mohamed El-Malky Ragheb (en) ( Égypte) au premier tour battu par Rahim Aliabadi ( Iran) au second tour |

### Handball
Compétition masculine
- Tunisie → 16e place (0-5-0)
- Résultats : 
  - Tour préliminaire :
    -  Tunisie -  Tchécoslovaquie 7-25
    -  Tunisie -  Allemagne de l'Est 9-21
    -  Tunisie -  Islande

  - Matchs de classement :
    -  Tunisie -  Danemark 21-29
    -  Tunisie -  Espagne 20-23
- Joueurs : 
  - Moncef Besbes (en) (GB) (4 matchs)
  - Moncef Oueslati (GB) (5 m)
  - Rached Boudhina (en) (GB) (1 m)
  - Faouzi Ksouri (en) (4 m, 3 buts)
  - Raouf Ben Samir (5 m, 4 buts)
  - Mohamed Kelaï « Lassoued » (5 m, 6 buts)
  - Fawzi Sbabti (5 m, 24 buts)
  - Hamadi Khalladi (5 m, 8 buts)
  - Mohamed Naceur Jeljeli (1 m)
  - Amor Esseghaier (3 m, 1 but)
  - Aleya Hamrouni (en) (5 m, 13 buts)
  - Taoufik Jemaiel (4 m, 5 buts)
  - Mounir Jelili (5 m, 6 buts)
  - Ridha Zitoun (en) (2 m)
  - Béchir Belhaj Ahmed (3 m, 2 buts)
  - Abdelaziz Zaïbi (3 m, 1 but)

### Volley-ball
Compétition masculine
- Tunisie → 12e place (0-6-6-1-18)
  - Résultats :
    - Tour préliminaire 
      - Tunisie -  Tchécoslovaquie 0-3
      - Tunisie -  Union soviétique 0-3
      - Tunisie -  Bulgarie 0-3
      - Tunisie -  Corée du Sud 0-3
      - Tunisie -  Pologne 0-3

    - Match de classement (pour la 11e place)
      - Tunisie -  Allemagne de l'Ouest 1-3

  - Joueurs : Mohamed Ouael Behi, Rafik Ben Amor (en), Hamouda Ben Messaoud, Naceur Ben Othman (en), Mohamed Ben Cheikh (en), Moncef Ben Soltane (en), Naceur Bounatouf (en), Abdelaziz Derbal (en), Raja Hayder (en), Abdelaziz Boussarsar (en), Samir Lamouchi (en) et Ali Boussarsar